# Vụ tấn công Kishida Fumio 2023
Vụ tấn công Kishida Fumio 2023 (岸田文雄襲撃事件 Kishida fumio shūgeki jiken) xảy ra vào ngày 15 tháng 4 năm 2023 tại Cảng cá Saikazaki, Thành phố Wakayama, Nhật Bản. Khi thủ tướng Kishida Fumio chuẩn bị phát biểu vận động tranh cử cho Nhật Bản năm nay thì một đối tượng đã ném bom ống gần sau lưng thủ tướng. Vụ việc sau đó trở nên hỗn loạn và quả bom đã phát nổ. Nghi phạm đã bị bắt giữ ngay sau khi ném bom.